# 上ノ郷村
上ノ郷村（かみのごうむら）は、かつて岐阜県養老郡に存在した村である。現在の養老郡養老町上之郷に該当する。村が成立した際は多芸郡の村であったが、郡制施行後、養老郡の村となった。

## 歴史
- 1889年（明治22年）7月1日 - 町村制により上ノ郷村が発足。
- 1897年（明治30年）4月1日[3] - 郡制に基づき多芸郡の一部と上石津郡が合併し、養老郡となる。当村は養老郡の所属となる。
- 1897年（明治30年）4月1日 - 船着村、下笠村、栗笠村と合併し笠郷村が発足。同日上ノ郷村は廃止。